# Juan Ojeda
Juan Marcelo Ojeda (Arroyo Seco, 10 novembre 1982) è un calciatore argentino, portiere svincolato.